# Файч
Файч (нем. Veitsch) — ярмарочная коммуна в Австрии, в федеральной земле Штирия. 
Входит в состав округа Мюрццушлаг.  Население составляет 2814 человек (на 31 декабря 2005 года). Занимает площадь 77,71 км². Официальный код  —  61315.

## Политическая ситуация
Бургомистр коммуны — Эрвин Диссауэр (СДПА) по результатам выборов 2005 года.
Совет представителей коммуны (нем. Gemeinderat) состоит из 15 мест.
- СДПА занимает 10 мест.
- АНП занимает 3 места.
- Партия Veitscher für Veitsch занимает 2 места.